# Centeterus tuberculifrons
Centeterus tuberculifrons är en stekelart som först beskrevs av Léon Abel Provancher 1874.  Centeterus tuberculifrons ingår i släktet Centeterus och familjen brokparasitsteklar. Inga underarter finns listade.